# Eskrima
L'Arnis, també conegut com a Kali o Eskrima/Escrima, és l'esport nacional i art marcial de les Filipines. Els tres termes són més o menys intercanviables per denominar els arts marcials tradicionals de les Filipines, els quals emfasitzen la lluita amb armes com bastons, ganivets, armes de tall, i diverses armes improvisades, així com amb "mà lliure" o tècniques sense armes. També es coneix com a Estoque i Garrote (termes provinents de l'espanyol). ALuzon també es coneix com a Arnis de Mano.
Els arts marcials indígenes que els espanyols van trobar el 1610 encara no es coneixien com a "Eskrima" en l'època. En aquells temps, aquest art marcial era coneguda com a Paccalicali-t (pronunciat pakkali-kalî) per als ibanags, Didya (més tard canviat per Kabaroan) per als ilocanos, Sitbatan o Kalirongan per als pangasinenses, Sinawali ("brandar") per als pampangueños, Calis o Pananandata ("ús d'armes") per als tagals, Pagaradman per als ilonggos i Kaliradman per als cebuans. El kuntaw i el silat són altres arts marcials separats també es practiquen en l'Arxipèlag Filipí.
Hi ha hagut campanyes per tal que l'arnis sigui nominat en el les Llistes de Patrimonis Culturals Immaterials de la UNESCO, juntament amb altres arts marcials filipins. Fins a l'any 2018, la Unesco ha inscrit 9 elements com a patrimoni immaterial relacionats amb les arts marcials.

## General

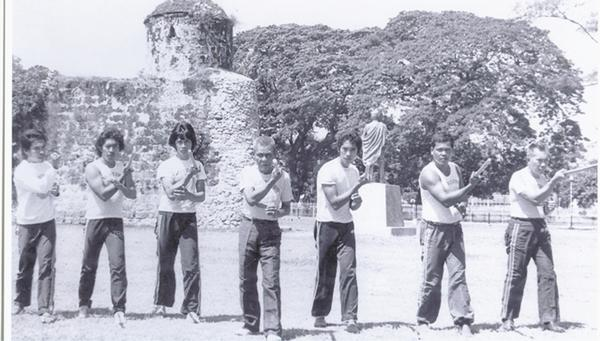
Practicants notables de la variant Balintawak d'eskrima: (d'esquerra a dreta) "Chito" Velez, "Meo" de la Rosa, "Nene" Gaabucayan, "Anciong" Bacon, Ray la Victoria, "Bobby" Taboada i Teofilo Velez al Fort San Pedro, Ciutat de Cebu (c. 1976). Les fotos van ser preses per "Johnny" Chiuten.

L'arnis també inclou el combat cos a cos, claus, i tècniques de desarmament. Tot i que en general, es posa l'èmfasi en armes l'ús d'armes per aquests arts, alguns sistemes tenen el focus primari en les mans buides i alguns sistemes de le vella escola ensenyen armes en absolut.
A tots els efectes, arnis, eskrima i kali es refereixen tots a la mateixa família d'arts marcials filipins basats en armes, i en els sistemes de lluita. Tant Arnis com Eskrima són manlleus de l'espanyol:
- Arnis prové d'arnés,[5] "armadura" en espanyol antic. Es diu que deriva dels vestits utilitzats en les festes de Moros i Cristians, on els participants simulen lluites utilitzant armes de fusta. Arnes també és un terme espanyol arcaic per a "arma", com en la següent citació d'Ilustracion de la Deztreza Indiana per Francisco Santos de la Paz l'any 1712:[6]

| « | 'Siendo tan infalible la execucion desta doctrina, que no solo consigue ésta superioridad en concurso de armas iguales, sino tambien hallandose el contrario con la aparente ventaja de venir armado de los dos 'arneses', Espada, y Daga; pues aun con ellos experimenta la dificultad de resistir á esta Espada sola... | » |

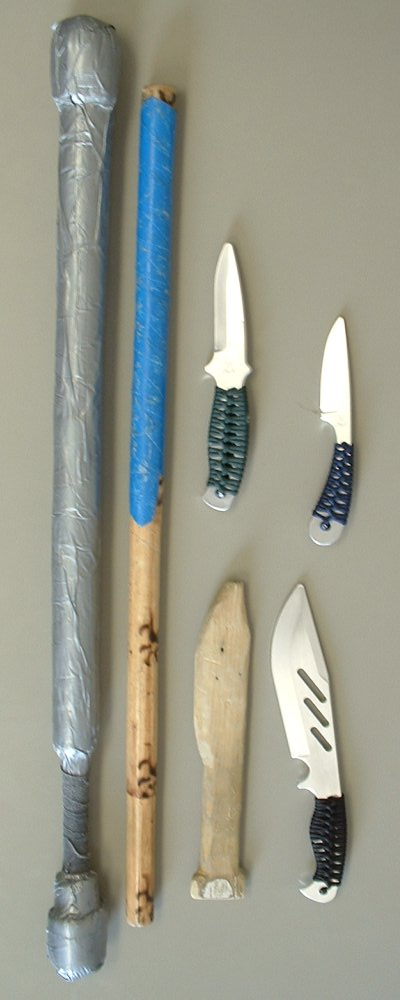
Armes d'entrenament d'eskrima

- Eskrima (escrit com Escrima) és un préstec filipí de la paraula esgrima.[7][8] El seu cognat en francès és escrime.
- L'origen del terme Kali té múltiples teories:

- Una teoria és que la paraula ve de tjakalele, un estil tribal de esgrima amb bastons d'Indonèsia. Aquesta teoria es fonamenta en les semblances entre les tècniques de tjakalele i eskrima, així com per la proximitat de Mindanao a Indonèsia.
- Segons Guro Dan Inosanto, Kali és un mot creuat de les paraules cebuanes "kamot", que significa "mà", i "lihok", que significa "moviment".
- En l'idioma dels ilocans, kali significa "cavar" i "apunyalar".
- Existeixen nombrosos termes similars de referència per als arts marcials com kalirongan, kaliradman, i pagkalikali. Aquests poden ser l'origen del terme kali o poden haver evolucionat a partir d'ell.
- Segons el Gran Mestre Vic Sanchez, el terme pangasinan Kalirongan significa "Karunungan ng Lihim" o "Saviesa d'allò Secret" o "Secret de les arts de lluita Secretes", o fins i tot "Saviesa de Kali".
- En el llibre KALI: History of a Forbidden Filipino Fighting Arts, Fred Lazo exposa que Kali era una paraula d'arrel antiga per designar una fulla de tall, i que les paraules filipines per a mà dreta (kanan) i mà esquerra (kaliwa) són contraccions dels termes "camí de la fulla" (kali daanan) i "sense fulla" (kali wala), ja que les armes s'acostumen a agafar amb la mà dreta, i la mà esquerra queda lliure.
- En el llibre Cebuano Eskrima: Beyond the Myth, no obstant això, Ned Nepangue i Celestino Macachor argumenten que el terme Kali en referència a les arts marcials filipines no van existir fins al relat de Buenaventura Mirafuente en el prefaci del primer llibre publicat conegut sobre arnis, Mga Karunungan sa Larong Arnis de Placido Yambao, on el terme Kali es pren com l'arrel de l'art de la lluita art de les illes Filipines.
- Més probablement, Kali deriva del terme prehispànic filipí per designar les fulles i l'esgrima, Calis, documentat per Antonio Pigafetta, cronista de l'expedició de Fernão de Magalhães durant el seu viatge a través de les Visayas i en el diccionari d'espanyol antic a la llengua materna dels filipins que data des de 1612 fins a finals del segle xix, com en el Vocabulario de Lengua Tagala per Fr. Pedro de San Buenaventura. El terme calis en les seves diverses formes estava present en aquests documents en espanyol antic en ilocano, ibanag (calli-t; pronunciat kal-lî), en kapampangan, en tagalog, en bicolano (caris), en waray (caris), en hiligaynon, en cebuà (calix, baladao - "kalis balaraw/daga" i cales), i a Mindanao (calis – el kris, arma). En alguns d'aquests diccionaris, el terme calis es refereix a una espasa o ganivet kris o keris, mentre que en d'altres es refereix tant a les espases i ganivets i el seu ús com una forma d'esgrima amb bastons de lluita. Mentre que Mirafuente postula que el terme original era "Kali" i que la lletra "S" es va afegir més tard, el Gran mestre Remy Presas suggereix que la "S" va caure en temps moderns i actualment es coneix com a "Kali" en els cercles de la FMA.

Els practicants d'arnis s'anomenen arnisador (masculí, en plural arnisadores) i arnisadora (femení, en plural arnisadoras) pels qui criden seus arnis; o, si hom s'hi refereix com a eskrima, eskrimador (masculí, plural eskrimadores) o eskrimadora (femení, en plural eskrimadoras) pels qui criden el seu art eskrima. També hom s'hi refereix com a kalista o mangangali per als practicants de kali.

## Orígens
Com que l'arnis era un art normalment practicat per la classe pobra o més planera (en oposició a la noblesa o classes guerreres), la majoria de practicants van no tenir l'educació per tal crear cap mena de registre escrit. Això també es pot dir de molts arts marcials, però és especialment cert per l'arnis perquè gairebé tota la seva història està basada en anècdotes, en la transmissió oral o promocional. L'origen de l'arnis es remunta a les tècniques de combat nadiues durant els conflictes entre les diferents tribus i regnes filipines prehispàniques, tot i que la forma actual té influència espanyola, a partir de l'esgrima antiga que es va originar a Espanya al segle xv. També té altres influències, ja que els colons i els comerciants que viatjaven a través de l'arxipèlag malai van portar la influència del silat així com dels marcials xineses, àrabs, i índies. Algunes parts localitzades de la població encara practiquen mètodes de lluita xinesos, coneguts com a kuntaw.
També s'ha teoritzat que l'art filipí de l'arnis pot tenir arrels a l'Índia i que va arribar a les Filipines a través de la gent que viatjava a través d'Indonèsia i Malàisia cap a les Filipines. El silambam, un art marcial de l'Índia basat en l'atac amb pals i bastons, va influir molts arts marcials d'Àsia, com el silat. Així, l'arnis pot compartir el seu origen amb aquests sistemes; alguns moviments de l'arnis són similars a alguns estils de lluita Silambam amb pal curt (kali o kaji) o amb altres armes.

Al principi de l'arribada dels espanyols a les Filipines, ja van observar arts marcials basades en armes que eren practicats pels nadius, els quals poden estar o no relacionats amb l'arnis d'avui en dia. Els registres escrits més antics sobre la cultura i vida filipines, inclosos els arts marcials, provenen dels primers exploradors espanyols. Algunes expedicions primerenques van lluitar contra tribus nadiues armades amb pals i ganivets. L'any 1521, Fernão de Magalhães va ser mort a Cebu a la batalla de Mactan per les forces de Datu Lapu-Lapu, el cap de Mactan. Algun arnisadores mantenen que Lapu-Lapu va matar Magalhães en un combat amb espasa, tot i que l'evidència històrica diu el contrari. L'únic testimoni de la batalla del qual es té constància fou el cronista Antonio Pigafetta, que diu que Magalhães fou apunyalat a la cara i al braç amb llances, i superat per múltiples guerrers que el van tallar i apunyalar:
| « | Els nadius van continuar perseguint-nos, i recollint les mateixes llances quatre o sis cops, les van llançar cap a nosaltres un cop i un altre. Reconeixent el capità, ja que molts hi van buscar suport. Li van tocat el casc dos cops, però sempre es mantingué ferm com a bon cavaller, juntament amb alguns altres. Per tant, vam lluitar durant més d'una hora, i el capità es va negar a retirar-se més lluny. Un indi va llançar una llança de bambú a la cara del capità, però aquest immediatament el va matar amb la seva llança, que va deixar en el cos de l'indi. Aleshores, tractant de posar la mà en l'espasa, donat que encara no podia treure-la, però a meitat de camí, ja que ell havia estat ferit en el braç amb una llança de bambú. Els nadius, quan van veure això, s'hi van llançar a sobre. Un d'ells el va ferir en la cama esquerra amb un gran matxet, que s'assemblava a una cimitarra. Això feu que el capità caigués mirant a terra, quan immediatament s'hi van llançar a sobre amb llances de ferro i bambú i amb les seves espases, fins que van matar el nostre mirall, la nostra llum, el nostre consol i el nostre veritable guia. Durant la lluita, Ell va girar el cap moltes vegades per veure si estàvem tots en els vaixells. Aleshores nosaltres, que el crèiem mort, ferits, el vam retirar, de la millor manera que vam poder, als vaixells, que ja estaven retirant-se. | » |

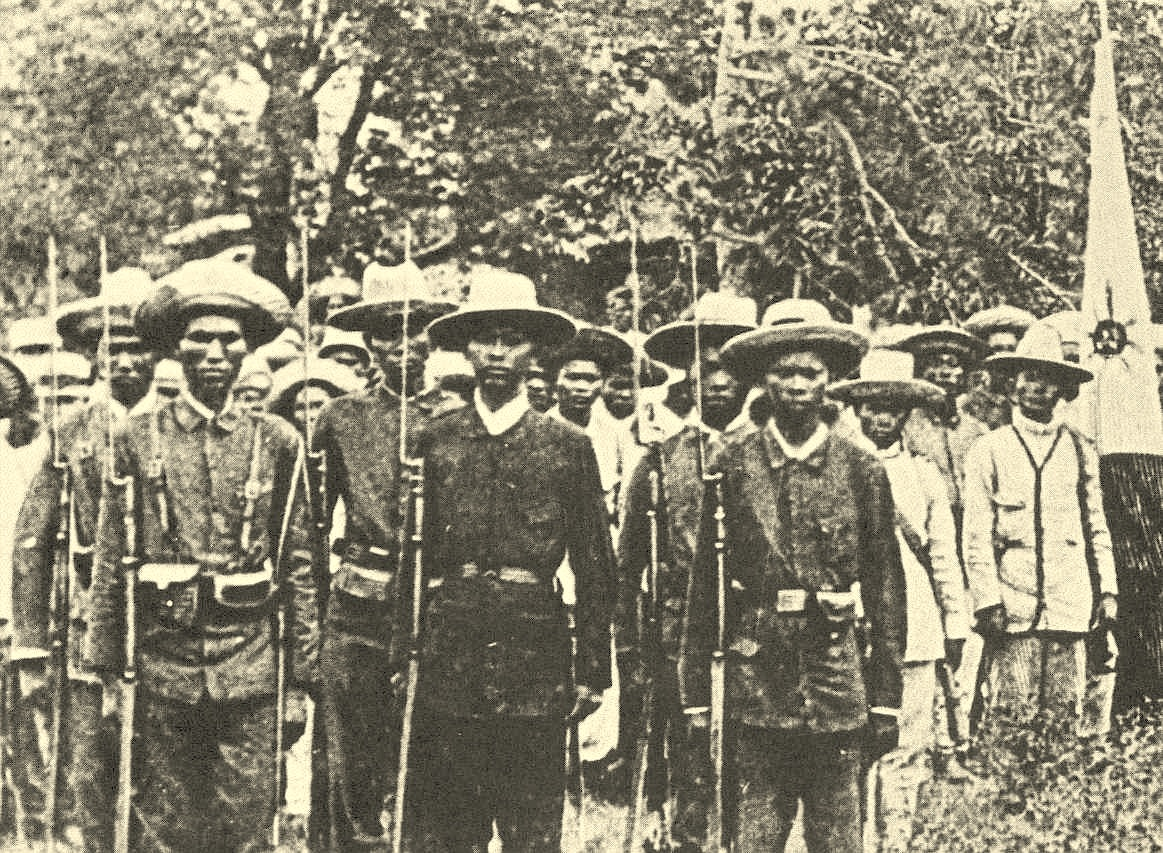
Fotografia de finals del amb revolucionaris filipins, coneguts com a Katipuneros.

A causa dels conflictes que històricament hi ha hagut en l'arxipèlag Filipí, on els regnes portuaris estaven sovint en guerra els uns amb els altres, els guerrers eren forjats en les moltes guerres que tenien lloc a les illes. Així, durant l'era precolonial, aquesta zona geogràfica va adquirir reputació pels seus mercenaris, que eren contractats arreu del sud-est asiàtic. Els Luções (guerrers de Luzon) van ajudar el rei de Birmània en la seva invasió de Siam l'any 1547. De manera simultània, els guerrers de Luzon van lluitar al costat del rei de Siam, i es van enfrontar el mateix exèrcit d'elefants del rei de Birmània en la defensa de la capital siamesa a Ayuthaya. L'anterior soldà de Malaca va decidir recuperar la seva ciutat de mans dels portuguesos amb una flota de vaixells de Lusung l'any 1525.
Pinto va anotar que hi hi havia un cert nombre de Luções en les flotes islàmiques que van anar a lluitar amb els portuguesos en les Filipines durant el segle xvi. El Sultan d'Aceh va encarregar a un d'ells (Sapetu Diraja) la tasca de defensar la plaça d'Aru, al nord-est de Sumatra, l'any 1540. Pinto també diu que un d'ells va ser anomenat dirigent dels malais que eudaven a les Illes Moluques després de la conquesta portuguesa de 1511. Pigafetta va anotar que un d'ells era al capdavant de la flota de Brunei l'any 1521. Un famós lluitador de Luzon és Regimo de Raja, qui va ser nomenat com Temenggung (en jawi: تمڠݢوڠ) o Cap i Governador Suprem General pels portuguesos.
Hi ha opinions divergents sobre fins a quin grau el domini espanyol en les Filipines va influir en l'arnis. El fet que existeixi un gran nombre de tècniques i que els noms dels arts (arnis/arnes, eskrima/esgrima, garrote, estoque, etc.) tingui noms espanyols suggereixen una influència. Alguns argumenten, tanmateix, que els noms espanyols en els arts marcials simplement reflecteix el fet que l'espanyol era la lingua franca de les Filipines fins a principis del segle xx, i que influència militar espanyola real va ser limitada.

El que és segur és que els espanyols van portar amb ells i van utilitzar armes de tall (incloent el sistema de Destreza desenvolupat per Carranza) quan van començar a colonitzar l'arxipèlag en el segle xvi. El que també es coneix és que els espanyols van reclutar soldats de Mèxic i el Perú i els va enviar per fortificar les Filipines, i que també van haver d'entrenar mercenaris i guerrers entre els habitants locals com els pangasinenses, els pampangueños, els tagalogs, els ilonggos, els cebuans i els warays per pacificar regions i apaivagar les revoltes. Dels pampangueños, Fray Casimiro Díaz relata l'any 1718:

| « | Los primeros que se decidieron á experimentar fortuna fueron los pampangos, nación la más belicosa y noble de estas Islas, y cercana á Manila. Y era lo peor hallarse ejercitada en el arte militar en nuestras escuelas en los presidios de Ternate, Zamboanga, Joló, Caraga y otras partes, donde se conoció bien su valor; pero este necesita del abrigo del nuestro, y así decían que un español y tres pampangos, valían por cuatro españoles. | » |
La lògica dicta que aquests guerrers nadius i els soldats estrangers s'haurien fet amics íntims i fins i tot haurien format famílies, cosa que va fer que s'aprenguessin aquestes habilitats noves per tal d'enfortir les existents. També haurien compartit tàctiques i tècniques entre ells quan eren situats en el mateix grup militar i lluitant en el mateix bàndol en regions estrangeres com Formosa, Mindanao, les Moluques i les Mariannes.
Una de les característiques més prominents de l'arnis que assenyalen cap a una possible influència espanyola és el métode Espada y Daga, un terme també utilitzat en esgrima espanyola. L'espada y daga filipina difereix una mica de les tècniques europees; les postures són diferents perquè les armes utilitzades en l'armis són normalment més curtes que les espases europees. Segons el Gran mestre Federico Lazo (1938–2010), al contrari que en l'esgrima històrica europea, no hi ha estocades com a tals en l'estil d'arnis Kabaroan del nord d'Iloco; – és més aviat un art evasiu. Per altra banda, sí que existeixen en alguns estils de les Visayas, documentats pels investigadors de la FMA Celestino Macachor i Ned Nepangue, com la Yasay Sable Estocada de Bago City. Segons estudis comparatius, l'arxiver Romeo Macapagal calcula que un 40% de l'estil amb armes de tall d'Antonio "Tatang" Ilustrisimo (1904–1997) procedeix d'estils europeus, portat pels espanyols.
Després que els espanyols colonitzessin les Filipines, es va aprovar un decret que prohibia que els civils portessin espases de gran longitud, com el lris i el lampilan. Malgrat aquesta prohibició, els practicants van trobar maneres de mantenir vius els arts de lluita, utilitzant bastons de ratània en lloc d'espases, així com petits ganivets petits brandits com espases. Alguns dels arts van ser transmesos d'una generació a l'altra. De vegades l'art va agafar la forma de balls coreografiats com el ball de bastons Sakuting o es van fer presents a les lluites simulades dels Moro-moro (Moros i Cristians). També com a resultat, va evolucionar una tècnica complexa basada en pals en les regions de Visayas i Luzon. El sud de Mindanao reté gairebé exclusivament tècniques orientades a armes de tall, ja que els espanyols i els americans mai van conquerir totalment les parts del sud d'aquesta illa.
Tot i que l'arnis combina les tècniques de lluita nadiues amb l'esgrima espanyola i amb altres influències, amb el temps es va aconseguir un grau de sistematització, la qual vosa va resultar en un art marcial filipina ben diferenciada. Amb el temps, també va evolucionar un sistema per a l'ensenyament de les tècniques bàsiques. Tanmateix, a excepció d'uns quants sistemes més antics i més establerts, era habitual passar el coneixement de l'art de generació en generació en una aproximació informal. Això ha fet que sigui difícil intentar seguir el llinatge d'un practicant. Per exemple, a part d'aprendre dels seus familiars com el seu oncle Regino Ilustrisimo, Antonio Ilustrisimo semblava haver après a lluitar mentre navegava al voltant de les Filipines, mentre el seu cosí i estudiant Floro Villabrille afirmava haver estat també ensenyat per una princesa mora cega en les muntanyes; una afirmació refutada més endavant per l'Ilustrisimo més gran. Tots dos han mort.

## Història moderna

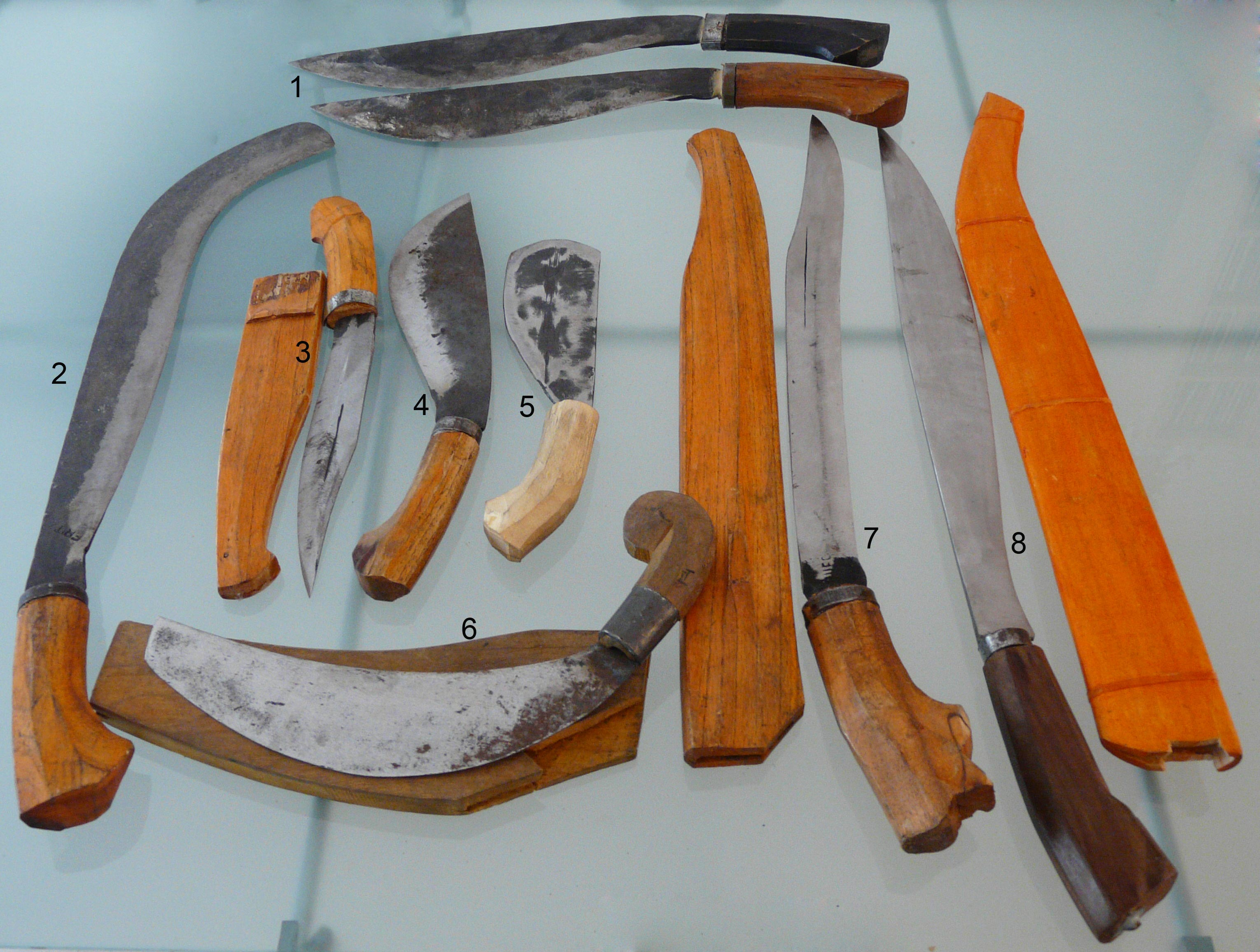
Ganivets filipins

Les Filipines té el que es coneix com a cultura d'armes blanques. Al contrari que al món occidental, on les tècniques de lluita i autodefensa medievals i del Renaixement gairebé s'han extingit (evolucionant a l'esport de l'esgrima amb l'adveniment de les armes de foc), la lluita amb armes blanques és un art vivent. És més comú que la població porti armes blanques que armes de foc. Habitualment es transporten com a eines per pagesos, utilitzades per venedors al carrer per preparar cocos, pinyes, síndries, altres fruites i carns, i les navalles papallona són barates de comprar al carrer, a més de ser fàcils d'amagar. De fet, en algunes àrees del camp, el fet de portar un ganivet d'agricultura com l'itak o bolo era un signe de què el portador es guanyava la vida, a causa de la naturalesa de la feina en aquelles àrees. En el país de Palau, el terme local per dir "filipí" és chad ra oles, el qual literalment significa "el poble del ganivet" a causa de la reputació dels filipins per portar ganivets i utilitzar-los en combats.

### Revolució filipina
Al contrari de l'opinió d'alguns historiadors moderns que afirmaven que els revolucionaris filipins només usaven armes de foc contra els espanyols, les armes de foc també van jugar un rol important.

Durant la Batalla de Manila de 1898, un informe del Cincinnati Enquirer afirmava:
| « | ... El nadiu de les Filipines, como totes las races malaies afins, no puede lluitar per regla general, excepte de prop, tallant amb el seu ganivet pesant. L'arma s'anomena matxet, o bolo, o kampilan, o parang, o kris. El pla d'acción és el mateix; precipitar-se inesperadament i piratejar ràpidament, sense el més mínim intent d'autoconservació. També es considera que el rifle Mauser, en la feina dura, és un error. Té una caixa de cinc cartutxos, que han d'usar-se abans de poder-ne inserir d'altres. És a dir, si un soldat té l'oportunitat de disparar tres cartutxos, ha de continuar i malbaratar els altres dos, o sinó, arriscar-se a enfrontar-se a una possible carrera sobtada amb només dos projectils al seu rifle. Potser és per culpa dels homes, o per la seva desgràcia en no haver estat perforats, però sovint són apunyalats mentre recarreguen els seus rifles. Sigui quina sigui l'explicació, hi ha quelcom malament en les tropes amb rifles i baionetes que els nadius armats amb ganivets estan fent retrocedir constantment. Els insurgents tenen algunes armes, però la majoria dels soldats espanyols ferits que es veuen als carrers tenen ferides de ganivet. | » |

## Graus i sistema de classificació
Els practicants s'han d'adaptar als criteris basats en el nombre d'anys d'entrenament i en el nivell de domini de les habilitats tècniques. Els practicants són avaluats pel comitè de promoció del grau per determinar la seva posició en el sistema de classificació.
| Posició       | Cinturó | Nom en català | Nom filipí         |
| Cinturó blanc |         | Novell        | Baguhan            |
| Groc          |         | Intermedi 1   | Sanay 1            |
| Verd          |         | Intermedi 2   | Sanay 2            |
| Blau          |         | Intermedi 3   | Sanay 3            |
| Marró         |         | Avançat       | Bihasa             |
| Negre         |         | Mestre 1      | Lakan/Lakambini 1  |
| Negre         |         | Mestre 2      | Lakan/Lakambini 2  |
| Negre         |         | Mestre 3      | Lakan/Lakambini 3  |
| Negre         |         | Mestre 4      | Lakan/Lakambini 4  |
| Negre         |         | Mestre 5      | Lakan/Lakambini 5  |
| Negre         |         | Mestre 6      | Lakan/Lakambini 6  |
| Negre         |         | Mestre 7      | Lakan/Lakambini 7  |
| Negre         |         | Mestre 8      | Lakan/Lakambini 8  |
| Negre         |         | Mestre 9      | Lakan/Lakambini 9  |
| Negre         |         | Gran Mestre   | Lakan/Lakambini 10 |

## Legislació
En les Filipines, l'arnis està reconegut com l'esport nacional del país i art marcial per virtut del Decret de la República Núm. 9850. Aquesta llei va ser aprovada l'11 de desembre de 2009. Hi hi havia moltes versions del decret de l'arnis, però la versió escollida fou redactada per Richardson Gialogo, que va ser elevada al Senat. A causa d'aquesta llei, l'arnis esdevé un pre-requisit a les classes d'educació física en la majoria d'universitats de les Filipines.

## Rècords
Més de 4200 estudiants els atletes van practicar Arnis en el Centre d'Esports de la Ciutat de Cebu durant les cerimònies de tancament del Batang Pinoy 2015, la qual cosa va establir un rècord per la classe a'arnis més gran en el Guinness World Records.